# Киржачский уезд
Киржачский уезд — административная единица во Владимирском наместничестве Российской империи в 1778—1796 и Владимирской губернии РСФСР в 1921—1924 годах. Уездный город — Киржач.

## История
Уезд был образован в 1778 году в составе Владимирского наместничества. Центром уезда стало село Селиванова Гора и монастырская слобода. Поселения были объединены под названием Киржач и получили 1 сентября 1778 года статус города. Уезд был расположен в западной части Владимирского наместничества. Граничил с Александровским уездом на севере, Юрьев-Польским на востоке, Покровским на юге, Московской губернией на западе.
В 1796 году после преобразования наместничества во Владимирскую губернию — упразднён. Территория уезда была разделена между Александровским и Покровским уездами, (Киржач стал заштатным городом Покровского уезда).
13 июня 1921 года после упразднения Покровского уезда вновь восстановлен уже в составе Владимирской губернии РСФСР. В его состав вошли Аргуновская и Овчининская волости Орехово-Зуевского уезда, а также Жердевская, Лукьянцевская, Филипповская, Финеевская, Фуниковогорская и частично Махринская волости Александровского уезда.
Постановлением ВЦИК от 8 мая 1924 года Киржачский уезд был ликвидирован и его волости переданы в состав Александровского уезда.

## Карта Киржачского уезда 1780—1790 гг

Склейка 1
Склейка 2
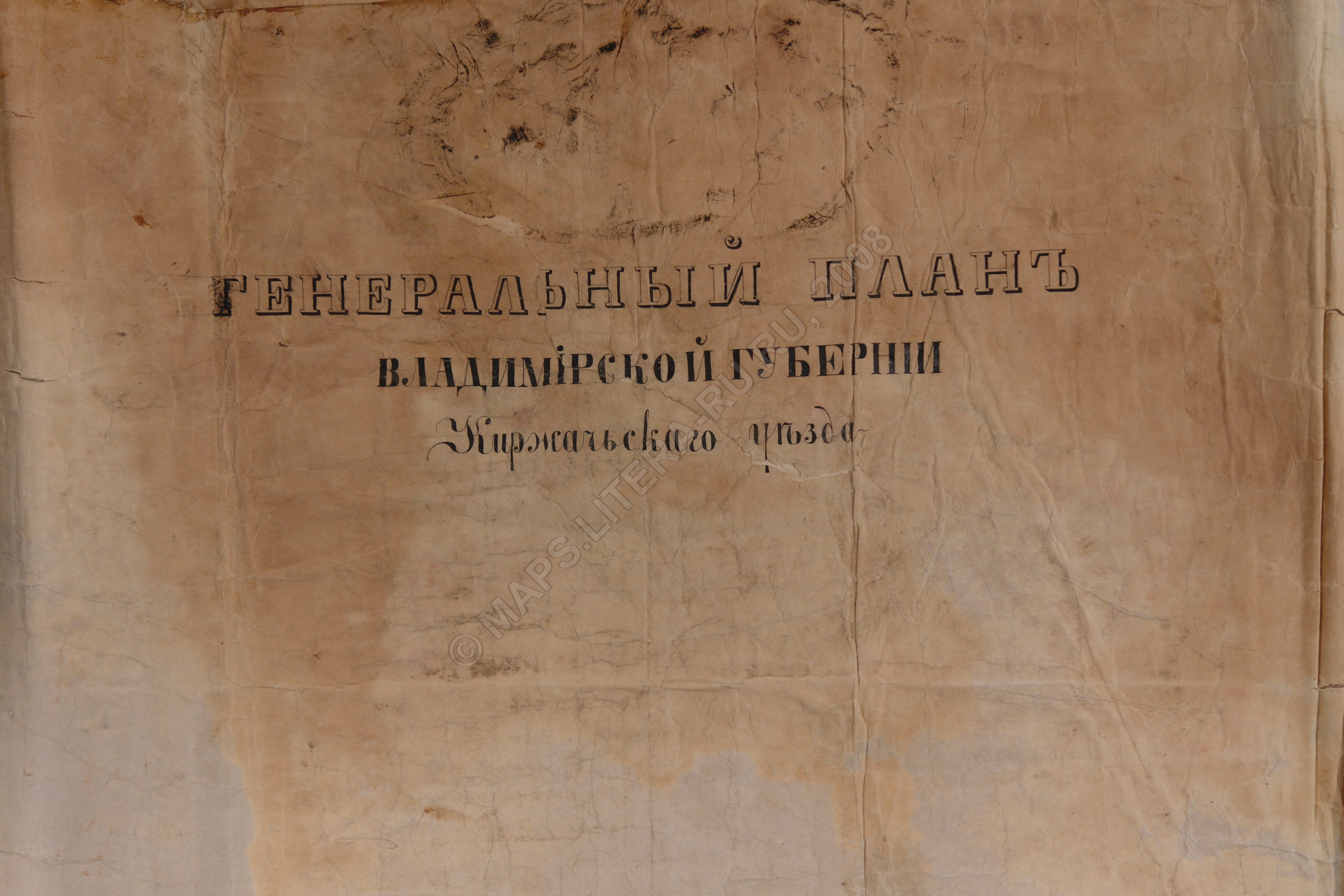
1
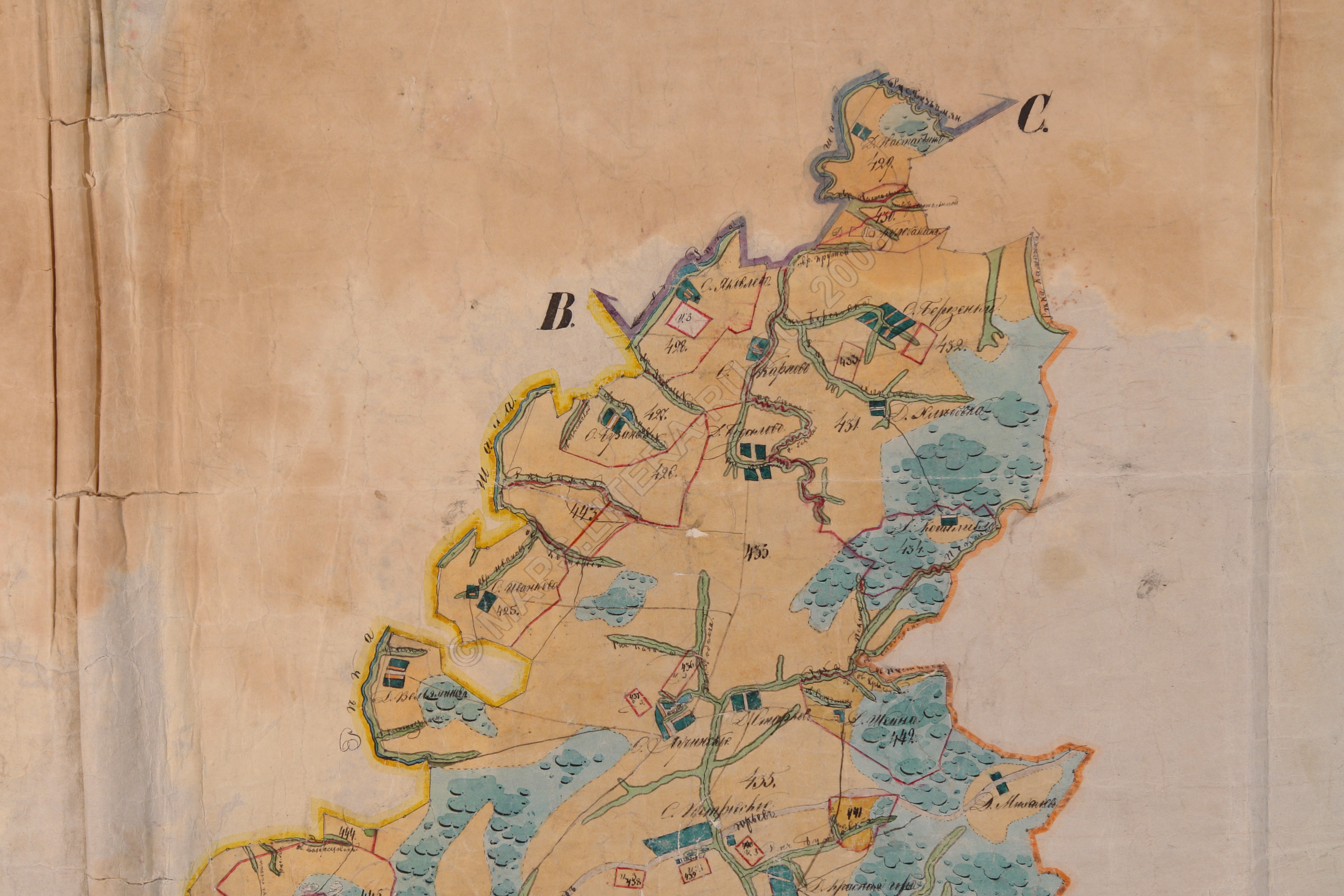
2
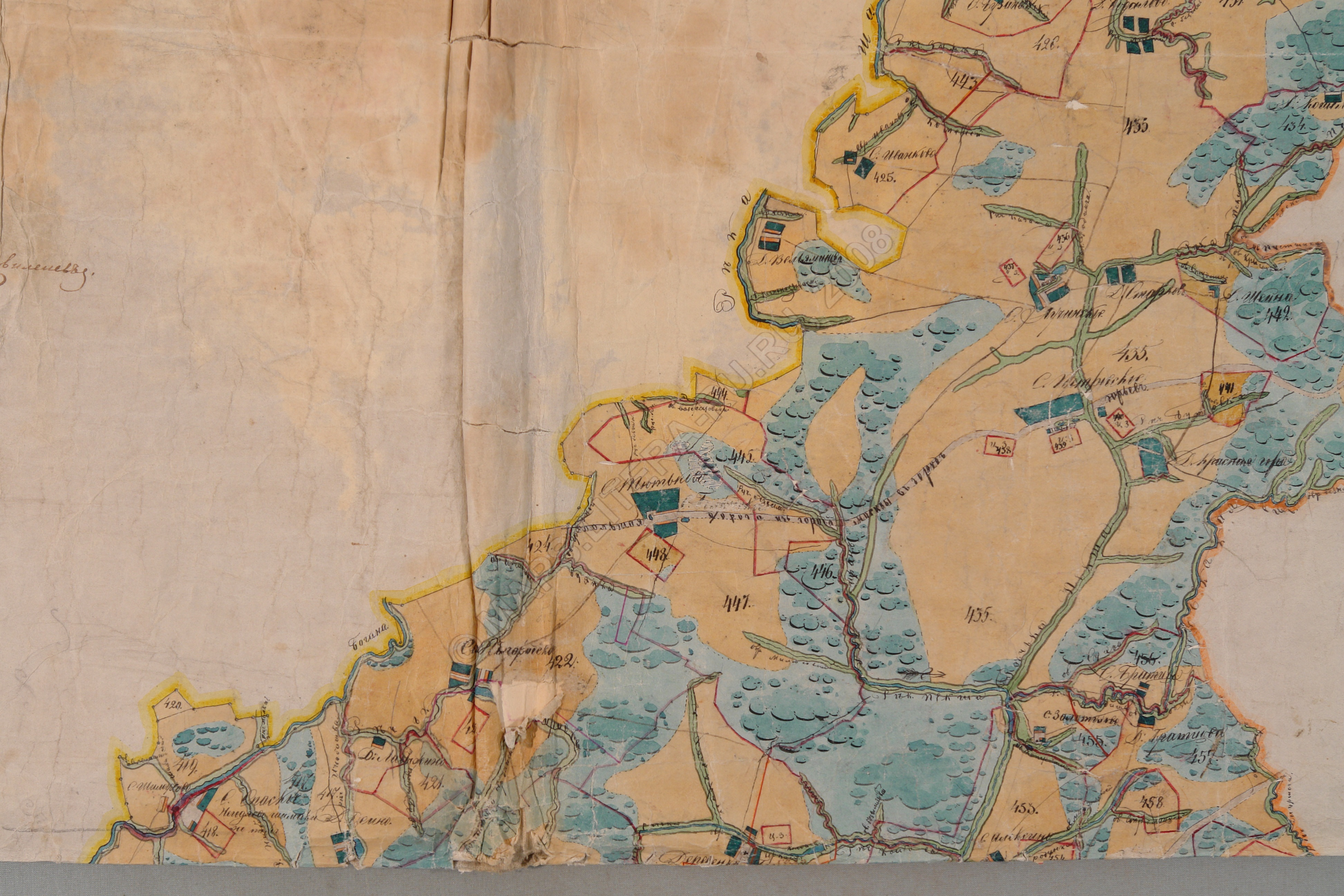
3
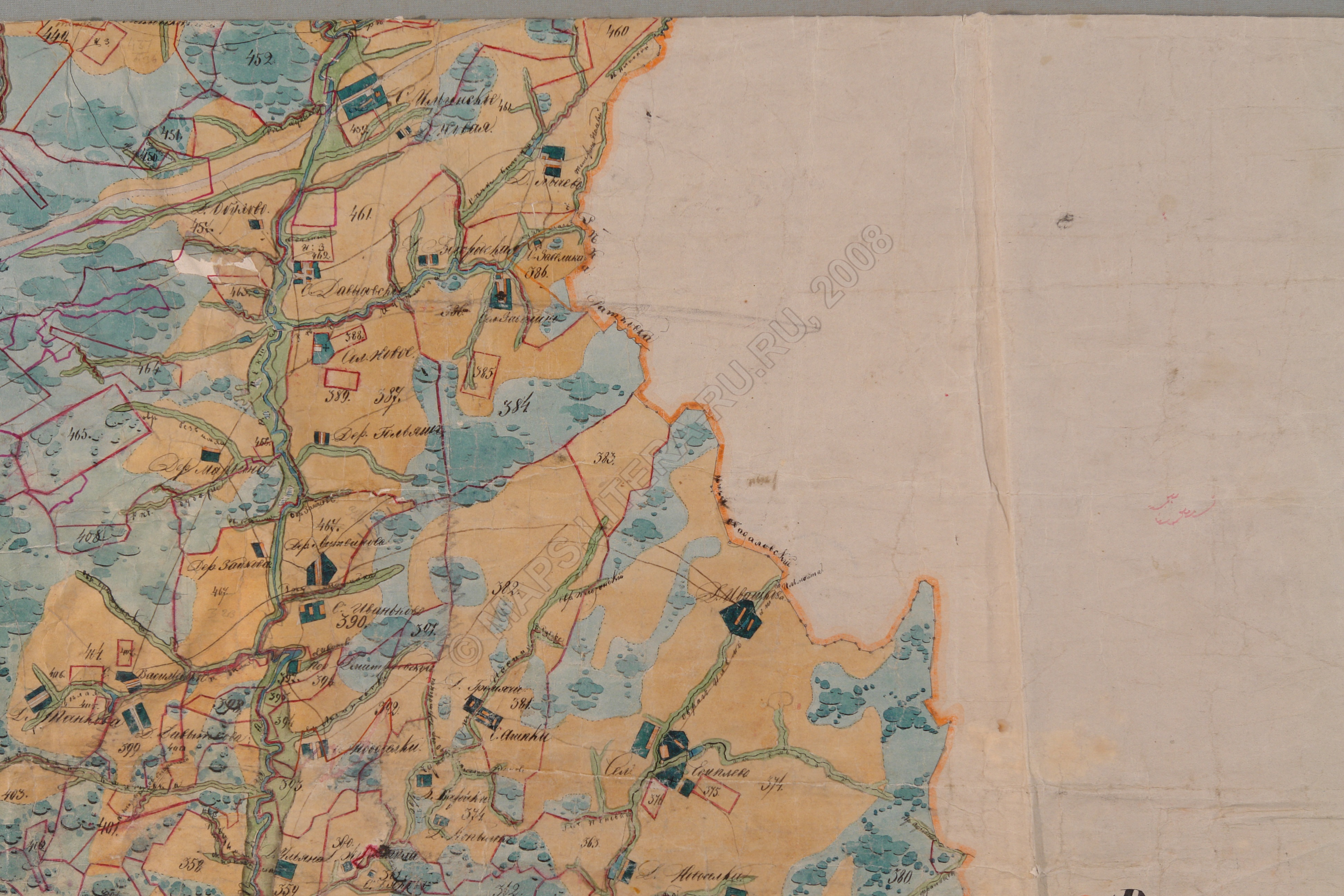
4
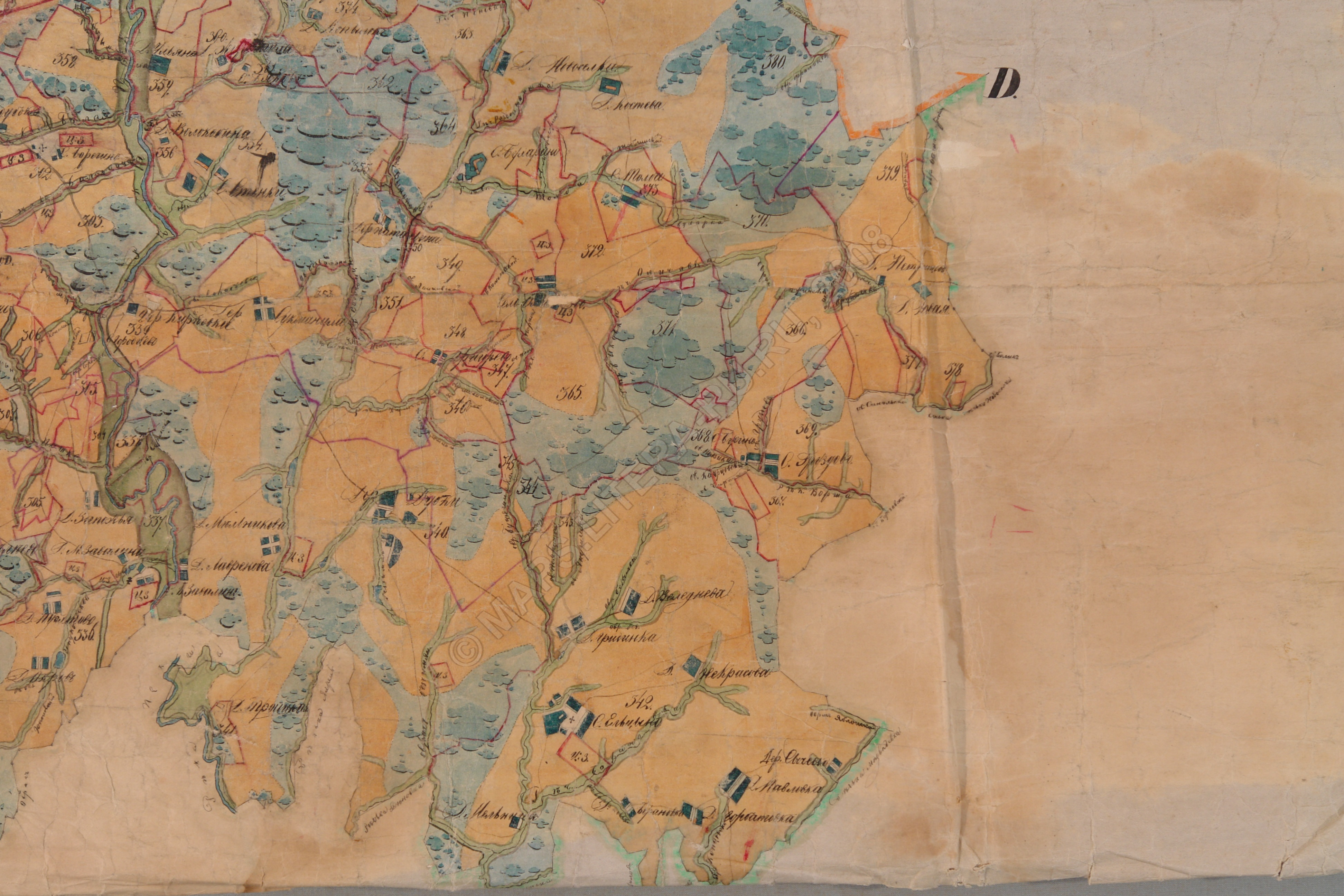
5
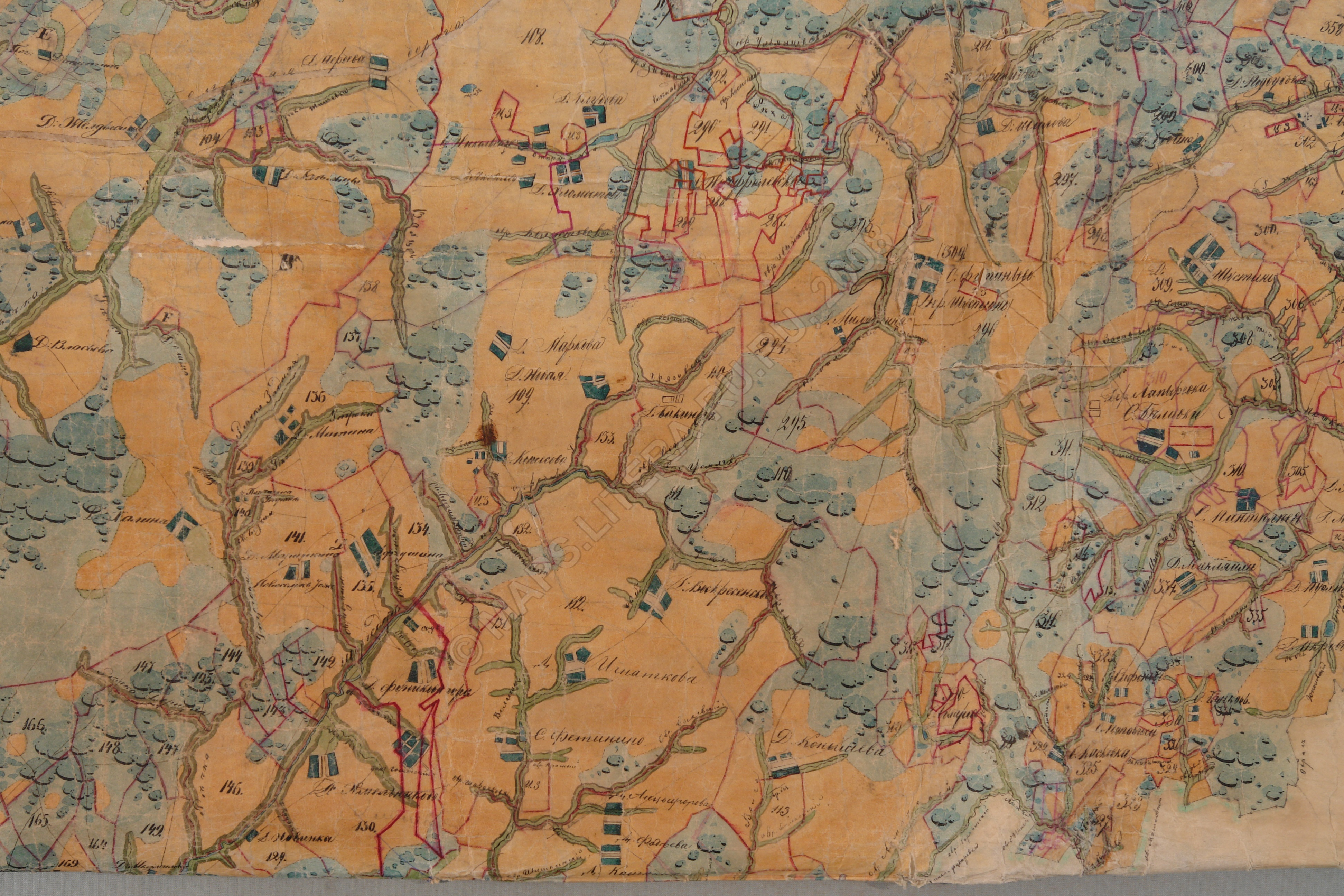
6
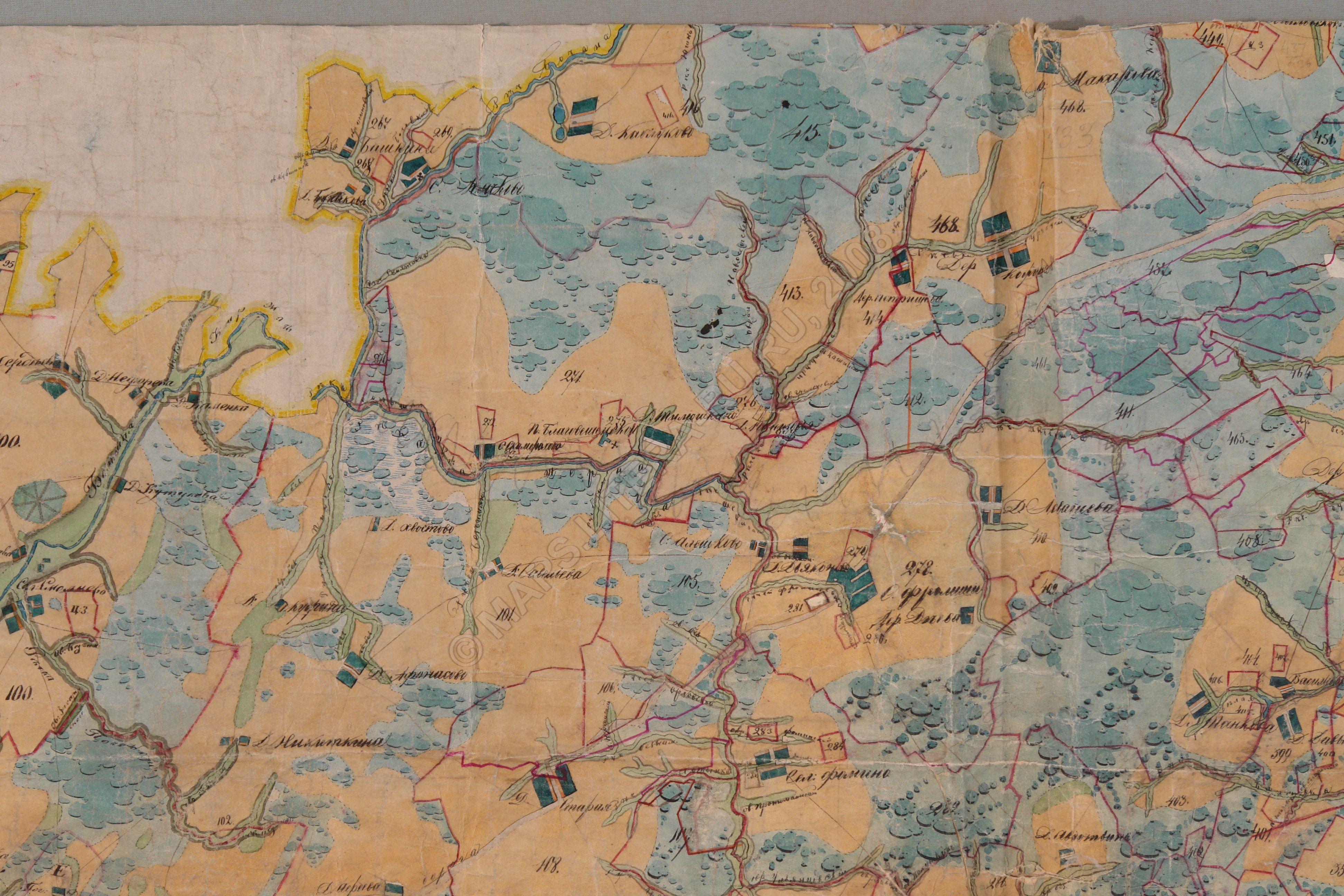
7
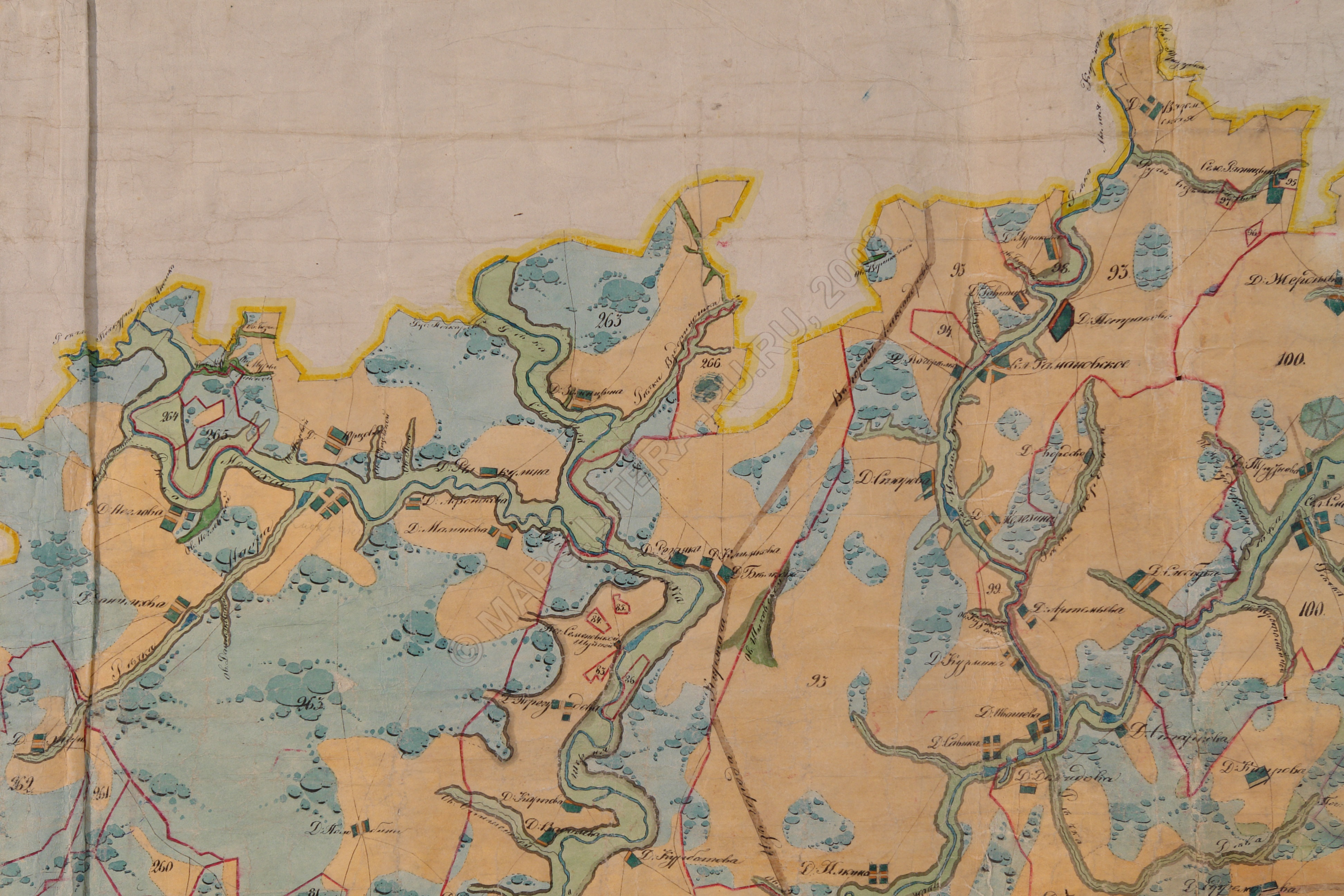
8
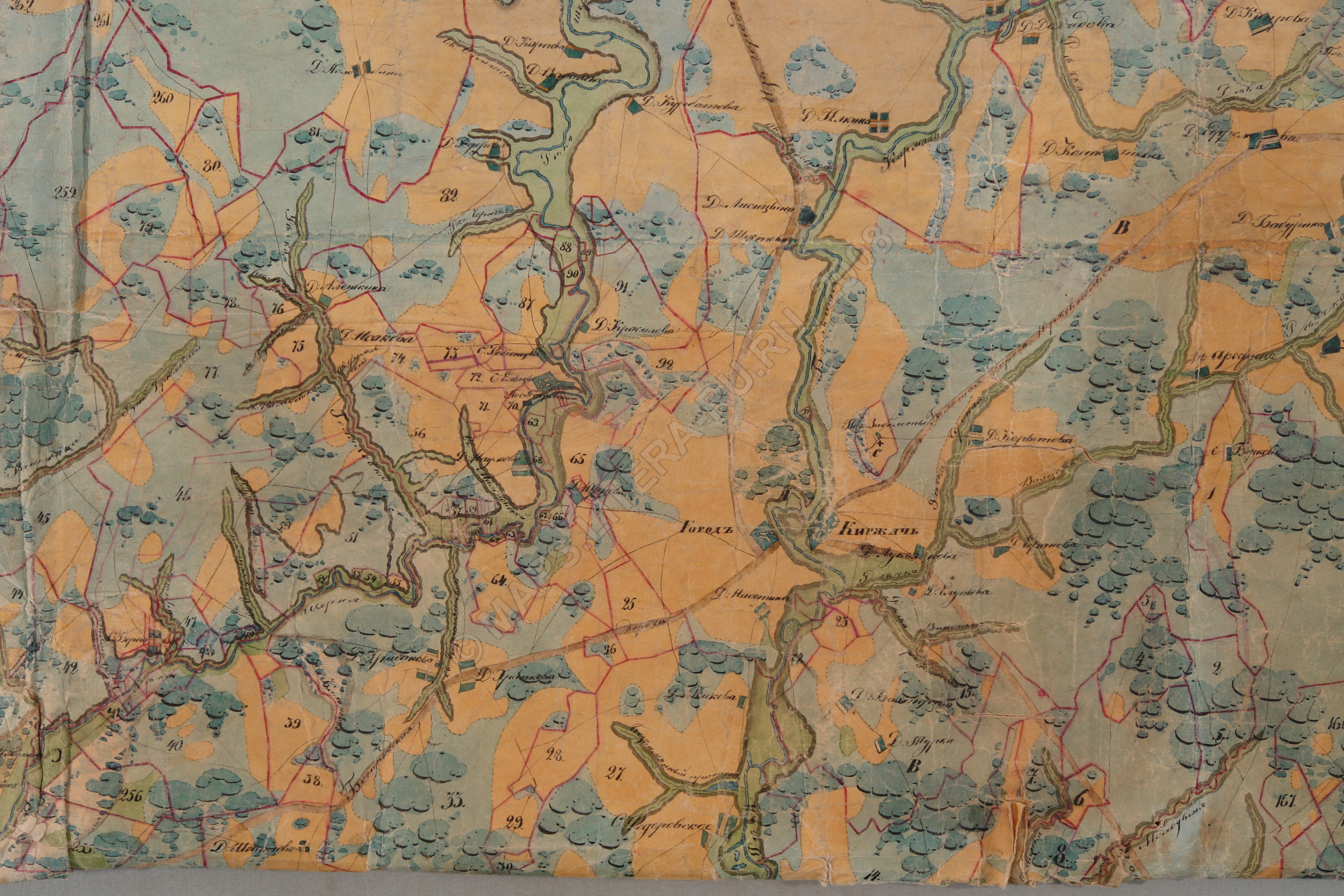
9
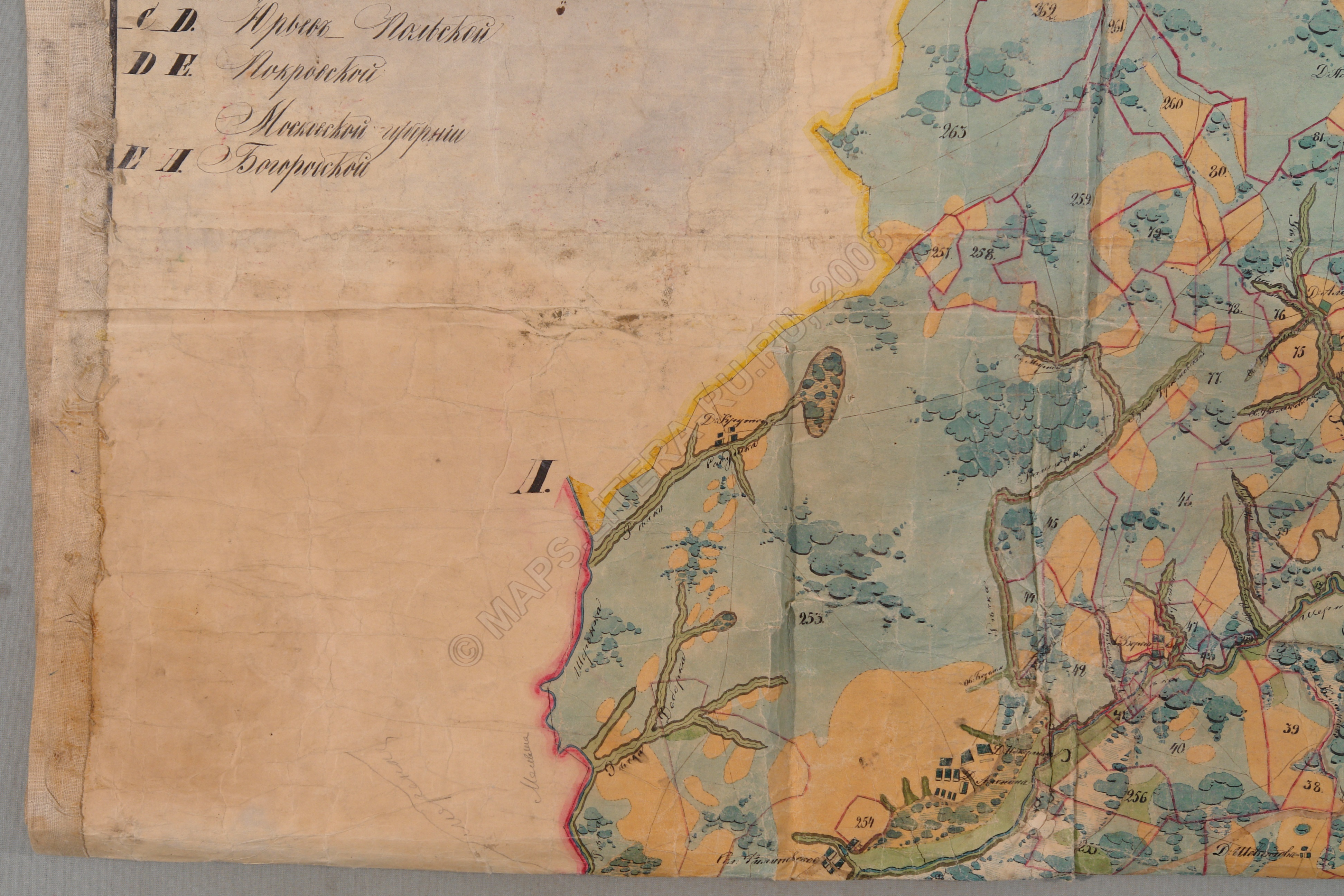
10
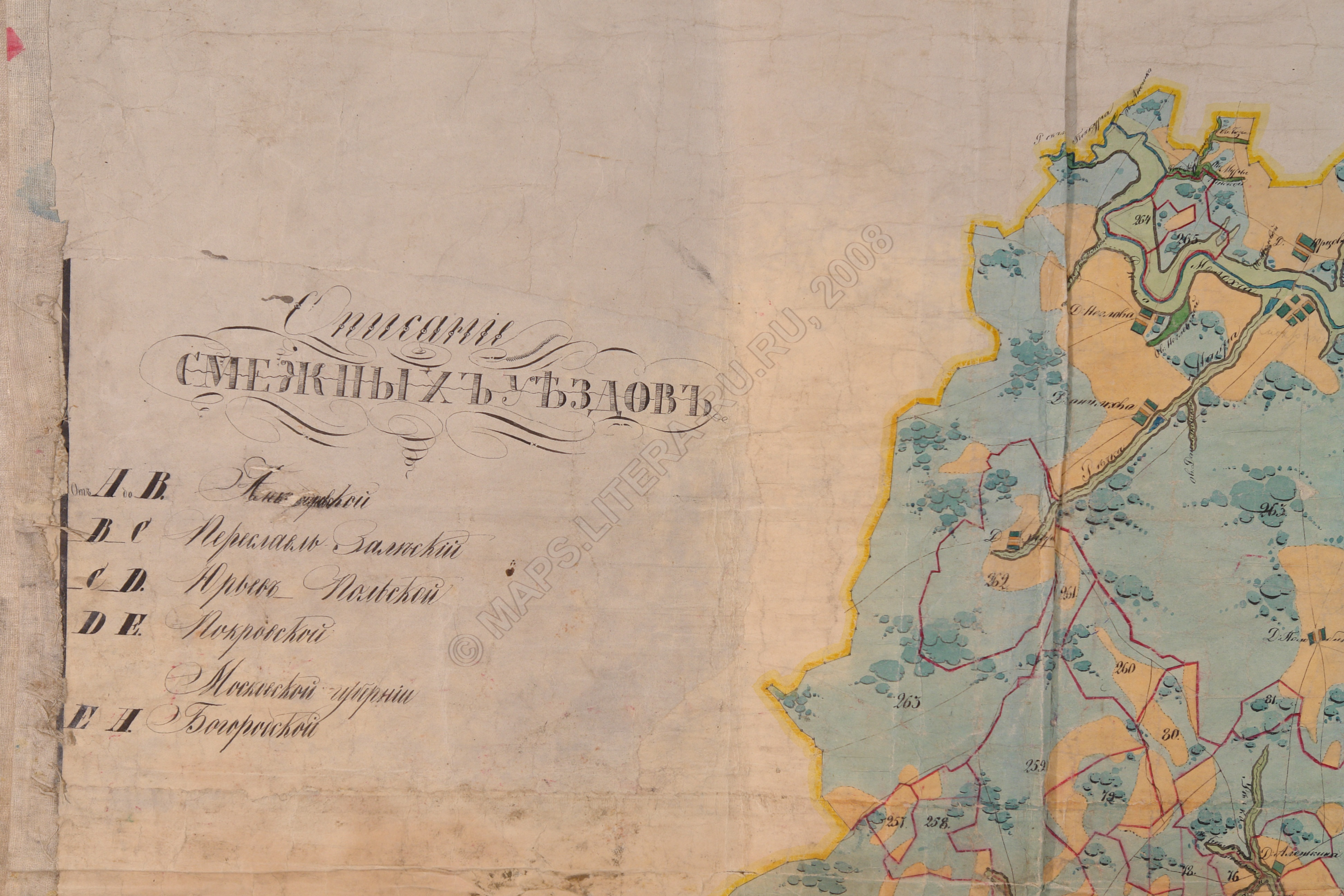
11
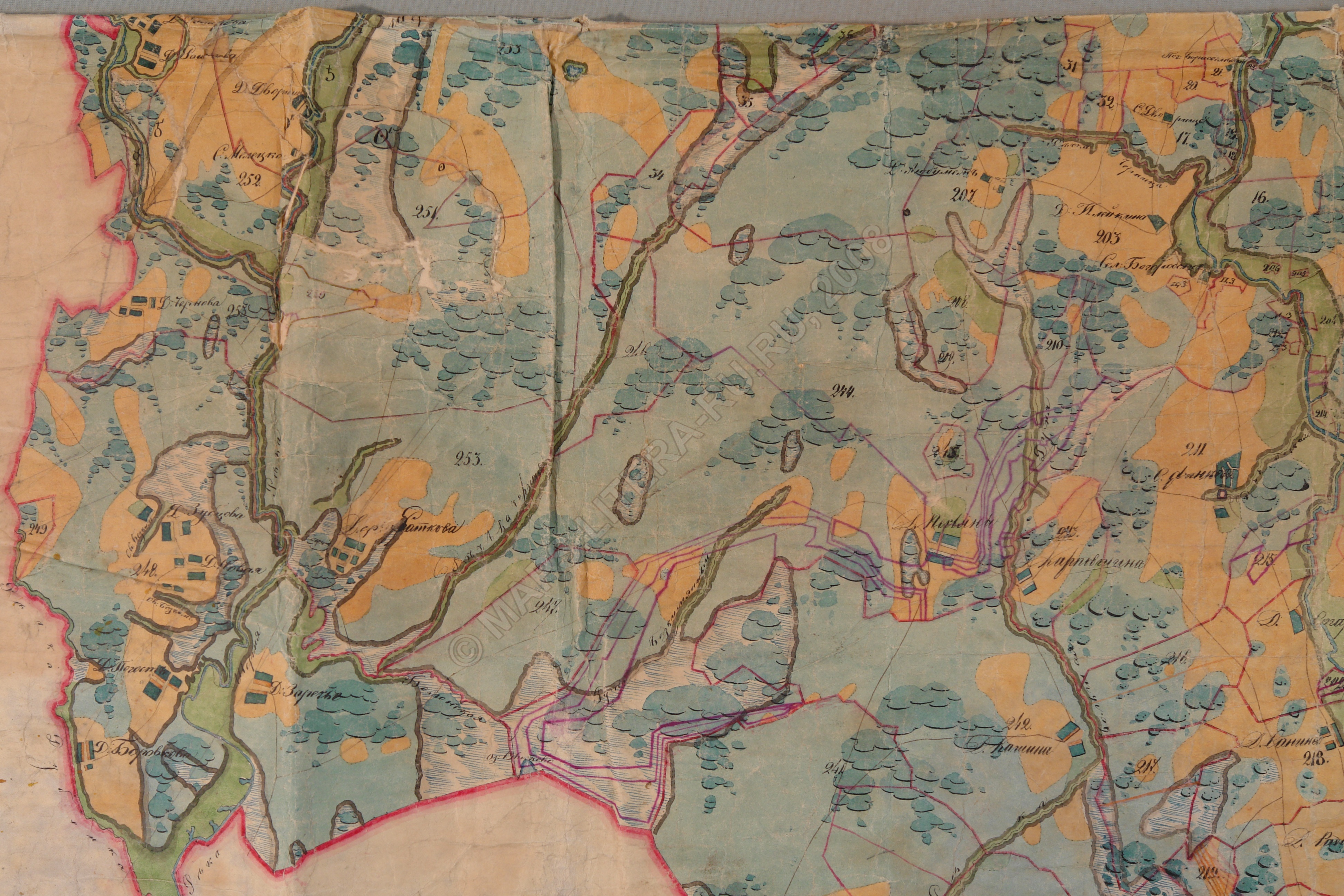
12
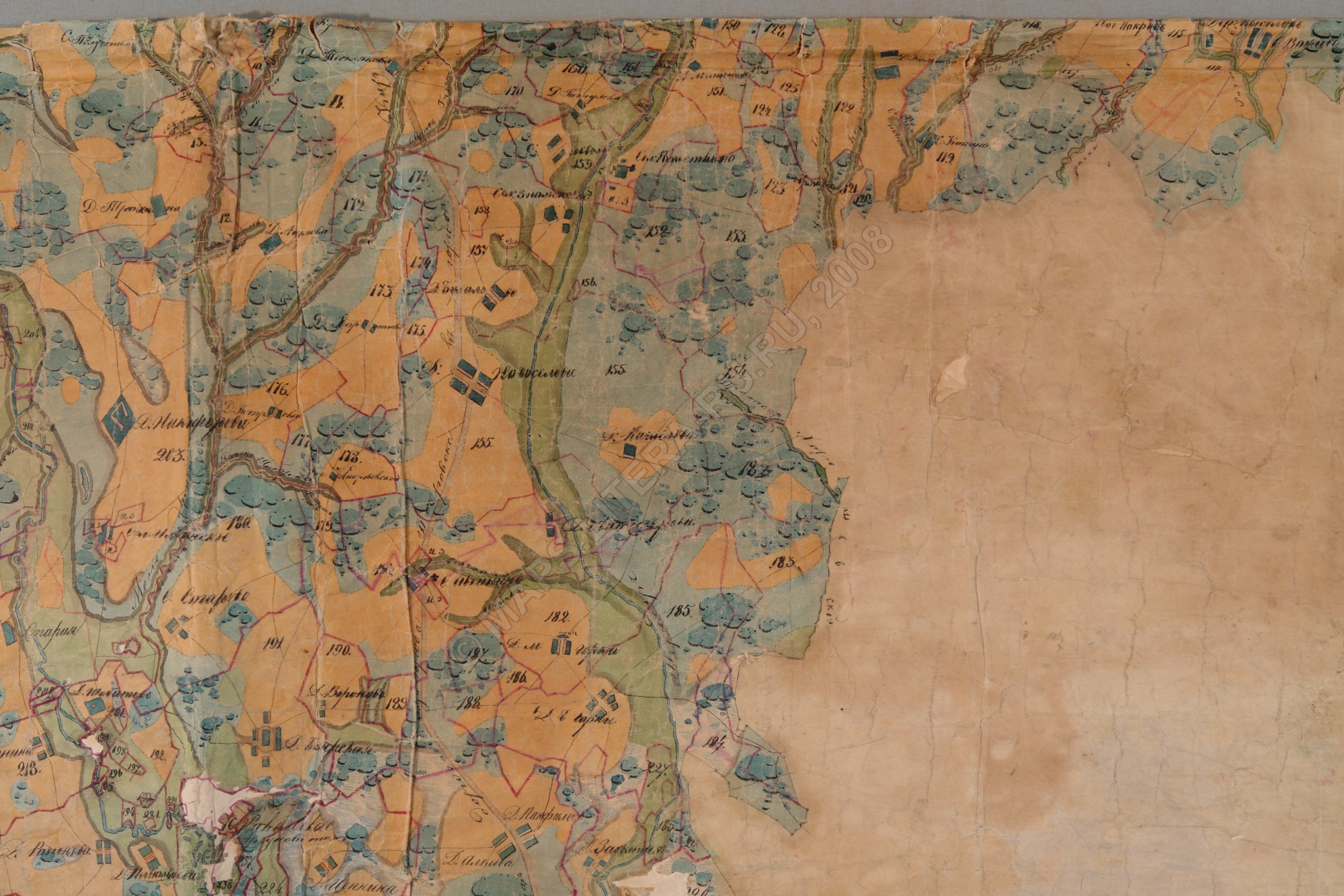
13
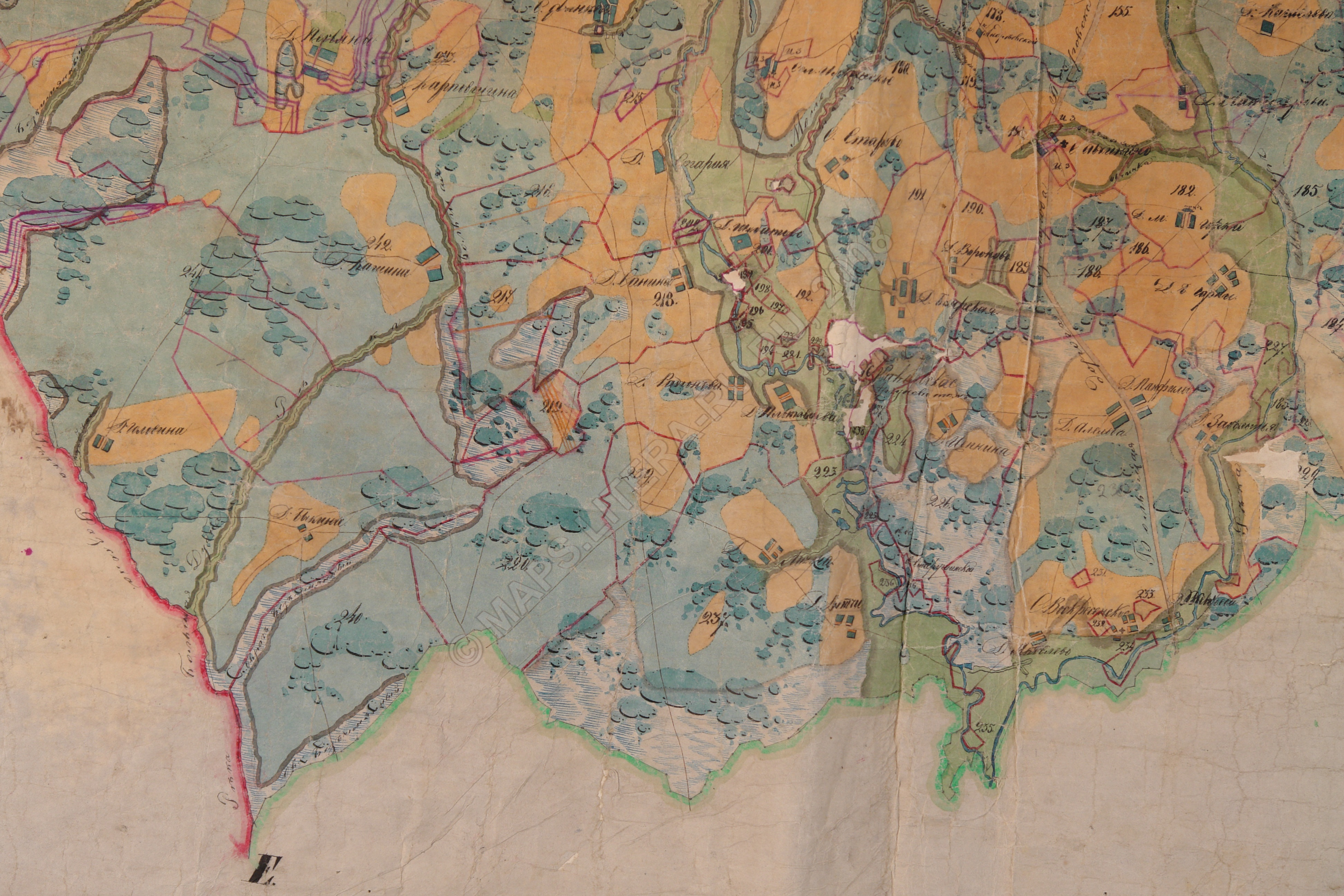
14